# Wilhelm Reichmann
Wilhelm Reichmann (* 4. September 1920 in Dorndorf; † 30. November 2016 in Bergisch Gladbach) war ein deutscher Chirurg.

## Leben
Reichmann besuchte die Grund- und Oberschule in Vacha. Nach dem Abitur leistete er Reichsarbeitsdienst. Anschließend wurde er zum Heer (Wehrmacht) einberufen. Da er sich zum Medizinstudium an der Friedrich-Schiller-Universität Jena gemeldet hatte, kam er zur Heeres-Studentenkompanie „Jena“. 1940 wurde er Mitglied der SC-Kameradschaft „Saaleck“. Getragen wurde sie auch von Alten Herren des Corps Saxonia Jena, dessen Farben er ab 1943 trug. Er bestand 1945/46 in Jena das Staatsexamen und wurde 1946 in Jena zum Dr. med. promoviert. Bei Nicolai Guleke und dessen Nachfolger Heinrich Kuntzen durchlief er die Ausbildung zum Chirurgen. 1950 heiratete er eine Ärztin. Mit ihr und den beiden Kindern verließ er 1958 die Deutsche Demokratische Republik. Über Marburg kam er an das Universitätsklinikum Köln, wo er sich 1965 bei Georg Heberer habilitierte. Im Klinikum Lindenthal wurde er Leitender Arzt der Unfallchirurgie. 1984 leitete er die Tagung der Handchirurgen. Am corpsstudentischen Leben im Rheinland nahm er regen Anteil. 1985 erhielt er mit Wilhelm Föllmer, Gustav Drevs, Konrad Seige und Werner Usbeck das Band des Corps Saxonia Bonn. Mit Seige war er zeitlebens eng befreundet. Nach der Emeritierung verlebte er den langen Ruhestand in Bergisch Gladbach.

## Ehrungen
- Ehrenmitglied der Deutschen Gesellschaft für Handchirurgie[6]
- Festschrift zum 65. Geburtstag, herausgegeben von Wilhelm Schink für die Chirurgische Universitätsklinik Köln (1985), ISBN 978-3-437-10928-7.